# Scartamento largo

scartamento è largo se superiore a 1435 mm

Lo scartamento largo è lo scartamento ferroviario la cui misura tra le facce interne delle rotaie è superiore alla misura standard pari a 1 435 mm.

## Storia
Lo scartamento largo venne scelto per varie motivazioni, tra cui la più importante fu senz'altro quella isolazionista, legata a esigenze militari di difesa del territorio dalle invasioni straniere. Vennero adottate varie misure di scartamento largo, anche in alcuni stati del mondo fisicamente isolati dal resto della rete ferroviaria del proprio continente per motivazioni di varia natura.
La maggior parte delle ferrovie su scala mondiale oggi usa quello ormai definito come normale o standard (circa il 56% dei km complessivi); dopo quello normale, lo scartamento più usato è quello largo detto russo (1520/1524 mm) con il 18%, seguono con il 7-9% ciascuno gli scartamenti di 1000, 1067 e 1668/1676 mm.
È da notare che piccole differenze di scartamento non creano problemi, come ad esempio fra Portogallo (1664 mm) e Spagna (1672 mm), ora uniformati a 1668 mm, oppure fra ex URSS (1520 mm) e Finlandia (1524 mm).

## Esempi
scartamento largo (1 495 mm-2 140 mm): linee principali, tram, applicazioni particolari
- 1 520 mm Largo russo: ex URSS, Mongolia, in passato alcune linee in America
- 1 524 mm Finlandia
- 1 588 mm USA (tram di Pittsburgh, Filadelfia, New Orleans)
- 1 600 mm Irlandese: Irlanda, Irlanda del Nord, Brasile, Australia (Victoria)
- 1 668 mm Iberico (spagnolo-portoghese): Spagna e Portogallo (unificato negli anni ottanta, in origine 1 674 e 1 664 rispettivamente)
- 1 676 mm Indiano: India, Bangladesh, Cile, Iran, Pakistan, Sri Lanka, Regno Unito (Arbroath & Forfar), Argentina, USA (BART, Missouri Pacific) e Provincial gauge, Canada
- 1 760 mm Indonesia
- 1 800 mm Germania (funicolare Obsfelderschmiede - Lichtenhain)
- 2 140 mm Great Western Railway, Regno Unito

scartamento ferroviario per applicazioni particolari
- 3 000 mm Progetto della futura rete ferroviaria del Grande Reich (Breitspurbahn), immaginata da Hitler ma mai realizzata
- 5 486 mm Regno Unito (Brighton and Rottingdean Seashore Electric Railway, 1896-1901)
- 6 000 mm gru del porto di Charlestown (USA)
- 9 000 mm Krasnojarsk HEP (trasferimento navi)

Altre misure sono utilizzate per i binari delle stazioni di lancio dei vettori spaziali, per gru portuali o industriali.